# Bakloh
Bakloh is een kantonnement in het district Chamba van de Indiase staat Himachal Pradesh. 

## Demografie
Volgens de Indiase volkstelling van 2001 wonen er 1.809 mensen in Bakloh, waarvan 55% mannelijk en 45% vrouwelijk is. De plaats heeft een alfabetiseringsgraad van 83%. 